# Hovannes Adamian
Pour les articles homonymes, voir Adamian.
Hovannes (Ivan) Abgari Adamian (arménien : Հովհաննես Ադամյան), né le 5 février 1879 à Bakou (Russie), et mort le 12 septembre 1932 à Leningrad (URSS), est un ingénieur arménien ayant conçu et développé plus d'une vingtaine d'inventions. Il est considéré comme étant l'un des fondateurs de la télévision couleur, dont une démonstration publique à titre expérimental est effectuée à Londres en 1928, alors basée sur le système de la trichromie de type rouge vert bleu dénommé comme « principe tricolore d'Adamian ».

## Biographie
Adamian naît dans la famille aisée d'un négociant et homme d'affaires pétrolières. En 1897, il termine sa scolarité à Bakou et part pour l'Europe de l'Ouest étudier dans les universités de Berlin et de Zurich. Il conçoit dès lors, plusieurs systèmes de télévision en noir et blanc. En parallèle, il étudie également les prototypes de télévision en couleur. Reprenant et développant plusieurs théories d'autres cofondateurs de la télévision en couleurs, comme Le Blanc ou Nipkov, Adamian est considéré comme le premier à obtenir des résultats concrets en la matière. Il dépose plusieurs premiers brevets de télévision en couleurs notamment en Allemagne le 31 mars 1908 (numéro de brevet 197 183), puis en Angleterre le 1er avril 1908 (numéro de brevet 7 219) puis en France (numéro 390 326) et en Russie (numéro 17 912) en 1910.
En 1913, Adamian s'installe à Saint-Pétersbourg (Russie soviétique). Pour autant, il effectue de nombreux séjours dans son Arménie natale. 
En 1925, à Erevan (république soviétique d'Arménie), Adamian met au point le système « Eristavi », dispositif de retransmission d'images en couleurs. Il réussit à diffuser sur un écran de télévision, nombre de motifs et de dessins en couleur, transférés grâce au système Eristavi, depuis un laboratoire situé à proximité.
Il meurt le 12 septembre 1932 à Leningrad et est enterré au cimetière arménien de cette commune. En 1970, sa dépouille est rapatriée en Arménie, pour être déposée au Panthéon des Arméniens les plus célèbres, à Erevan.